# Teatro Europeu da Primeira Guerra Mundial
O Teatro Europeu foi o principal teatro de operações durante a Primeira Guerra Mundial e foi onde a guerra começou e terminou. Durante os quatro anos de conflito, a batalha foi travada por exércitos de tamanho sem precedentes, equipados com novas tecnologias mecanizadas. O conflito deixou dezenas de milhões de mortos ou feridos.
O teatro europeu é dividido em quatro principais teatros de operações: a Frente Ocidental, a Frente Oriental, a Frente Italiana e a Frente dos Balcãs. Nem toda a Europa estava envolvida na guerra, nem houve combates em todos os territórios dos principais combatentes. O Reino Unido quase não foi afetado pela guerra. A maior parte da França não foi afetada, assim como a maior parte da Alemanha e da Itália.
Alguns grandes países da Europa permaneceram neutros durante toda a guerra, como a Suécia e a Espanha – a Grande Guerra passou por eles sem muito impacto. Por outro lado, alguns países foram conquistados (Sérvia, Bélgica, Romênia). Outros países, como a Rússia e o Império Otomano, viram exércitos marchando sobre grande parte de suas terras, o que resultou em grande devastação.
Embora os Estados Unidos tenham entrado na guerra, devido ao controle da Grã-Bretanha sobre o Oceano Atlântico, a única luta do Exército dos EUA foi na Europa, na Frente Ocidental. O exército americano foi transportado de navio através do oceano para poder lutar contra os alemães na França.

## Antecedentes

### Guerras dos Balcãs
As Guerras Balcânicas de 1912 e 1913 foram dois conflitos militares sucessivos na Península Balcânica que levaram à Primeira Guerra Mundial. Na Primeira Guerra Balcânica, os territórios do Império Otomano na Macedônia e na Trácia foram tomados pela Liga Balcânica do Czarado da Bulgária, Reino da Grécia, Reino da Sérvia e Reino de Montenegro. Os otomanos ocuparam a maior parte do seu território europeu, com exceção da Trácia Oriental. 
A disputa entre Bulgária, Grécia e Sérvia pelos territórios conquistados resultou na Segunda Guerra Balcânica. A Bulgária lutou contra a Grécia, a Sérvia e o Reino da Romênia. A guerra terminou com a Sérvia e a Grécia tomando as metades norte e sul da Macedônia e da Trácia, respectivamente. A Sérvia ganhou a região que é o Kosovo nos dias atuais, a Bulgária ficou com uma parte relativamente pequena da Trácia e o Principado da Albânia foi formado na costa ocidental dos Balcãs. 

### Assassinato de Francisco Ferdinando
Em 28 de junho de 1914, Francisco Ferdinando, arquiduque da Áustria-Este, uma casa da monarquia dual austro-húngara, visitou a cidade de Sarajevo, na província austro-húngara da Bósnia e Herzegovina. A viagem, destinada a inspecionar o exército imperial, foi controversa, pois os nacionalistas sérvios queriam a Bósnia, e a visita ocorreu em 28 de junho, que foi considerado um dia triste para os sérvios, pois foi quando o Império Otomano venceu a Sérvia na Batalha de Kosovo em 1389.  A Batalha do Kosovo ocorreu quando a Sérvia Morávia foi dissolvida e os sérvios foram governados pelos otomanos até a Primeira Guerra dos Balcãs.  Durante a viagem, Ferdinando e sua esposa estavam viajando pela cidade em um carro aberto, quando Gavrilo Princip, um nacionalista sérvio-bósnio, atirou fatalmente no arquiduque.  Princip fazia parte da Mão Negra, uma sociedade secreta sérvia na década de 1910, que defendia a independência da Sérvia dos otomanos e da Áustria-Hungria.  
O assassinato deu à Áustria-Hungria a desculpa necessária para invadir a Sérvia rebelde.   A Sérvia era apoiada pelo poderoso Império Russo, uma nação eslava, então a Áustria-Hungria queria a garantia de apoio militar de seu aliado, o Império Alemão, antes de declarar guerra à Sérvia.  A Áustria-Hungria não queria que a Rússia ajudasse a Sérvia, já que os aliados da Rússia, França e Reino Unido, também poderiam se juntar a eles, e uma declaração de apoio alemã poderia impedir o envolvimento da Rússia. Em 5 de julho de 1914, o líder alemão Kaiser Guilherme II deu um "cheque em branco" à Áustria-Hungria, declarando a aliança do seu país. 
Em 23 de julho de 1914, a Áustria-Hungria enviou um ultimato à Sérvia com termos tão duros que era impossível para a Sérvia aceitar. A Sérvia, prevendo que a Áustria-Hungria se preparava para invadir, pediu apoio à Rússia.  Foi enviado no dia 23, altura em que o presidente francês Raymond Poincaré e o seu primeiro-ministro René Viviani já tinham ido à Rússia para uma visita de Estado e não poderiam comentar o ultimato a tempo. 
Em 25 de julho, a Sérvia respondeu ao ultimato, concordando com a maioria dos seus termos e oferecendo os desacordos restantes para serem submetidos à arbitragem internacional. A Áustria-Hungria cortou suas comunicações diplomáticas com a Sérvia e iniciou uma mobilização parcial. No dia 28, Guilherme II — que estava em um cruzeiro no Mar do Norte desde 6 de julho — descobriu o ultimato à Sérvia e aconselhou o Ministério das Relações Exteriores da Alemanha a dizer à Áustria-Hungria para visar a ocupação da capital sérvia, Belgrado, em vez de uma invasão total. O Ministério dos Negócios Estrangeiros alemão já tinha informado ao monarca austro-húngaro Francisco José I, no dia 27, que a Alemanha autorizou uma guerra total. 

### Alianças e militares em 1914

Um mapa das principais alianças europeias no início da Primeira Guerra Mundial, a Tríplice Entente e a Tríplice Aliança. Os países em bege estavam de um lado ou de outro na guerra, ou eram neutros.

No início da Primeira Guerra Mundial na Europa, havia dois lados principais, as Potências Centrais: Alemanha, Áustria-Hungria, Bulgária e Império Otomano; e os Aliados: França, Reino Unido, Bélgica, Portugal, Sérvia, Montenegro, Romênia, Grécia e Império Russo.   O Reino Unido governava o Império Britânico e a Comunidade Britânica, que incluía a Grã-Bretanha, a Irlanda, o Canadá, a Austrália, a Nova Zelândia, a Índia, a África do Sul, a Terra Nova e os países das Índias Ocidentais Britânicas, entre outros. 
A aliança entre França, Rússia e Reino Unido era conhecida como "Tríplice Entente".  De 1882 a 1915, a Áustria-Hungria, a Alemanha e a Itália fizeram parte da "Tríplice Aliança", mas quando a Itália entrou na guerra em 1915, lutou contra as outras duas nações. 
Em 4 de agosto de 1914, as Potências Centrais tinham 115 milhões de pessoas, os Aliados, 265 milhões. As Potências Centrais produziram mais aço que os Aliados, equanto os Aliados tinham mais divisões do exército disponíveis para mobilização e navios de guerra mais modernos. A Grã-Bretanha tinha um exército de voluntários, o que significa que seus números de tropas eram pequenos em comparação. A Alemanha tinha 1,9 milhão de soldados, a Áustria-Hungria 450.000. A Rússia tinha 1,4 milhões de soldados, a França 1,2 milhões, a Sérvia 190.000, a Bélgica 186.000 e a Grã-Bretanha 120.000.  3 milhões de soldados lutaram pelo Império Britânico e pela Comunidade Britânica ao longo da guerra. 

## 1914: Início da guerra
A Primeira Guerra Mundial começou em 28 de julho de 1914 com a declaração de guerra da Áustria-Hungria contra a Sérvia. A Áustria-Hungria atingiu Belgrado com fogo de artilharia no dia seguinte. No dia 30, a Rússia ordenou a mobilização geral. A Alemanha ainda acreditava que o conflito poderia ser "localizado" nos Bálcãs e, em 31 de julho, enviou à Rússia um ultimato de 24 horas, exigindo que interrompesse a mobilização, e um ultimato de 18 horas à França, exigindo que declarasse neutralidade caso a Alemanha e a Rússia entrassem em guerra uma com a outra. Ambos os ultimatos foram ignorados. 

Em 1º de agosto, a Alemanha e a França ordenaram a mobilização geral, e a Alemanha declarou guerra à Rússia. Em 2 de agosto, tropas alemãs entraram em Luxemburgo e, no dia seguinte, a Alemanha declarou guerra à França. Na noite do dia 3, a Alemanha invadiu a Bélgica; o Reino Unido, não estando sujeito a nenhuma obrigação de guerra com seus aliados Sérvia, França ou Rússia, havia feito um acordo prévio para defender a Bélgica caso ela fosse atacada. Em 5 de agosto, a Áustria-Hungria declarou guerra à Rússia; no dia 6, a Sérvia à Alemanha; no dia 7, Montenegro à Áustria-Hungria; no dia 10, a França à Áustria-Hungria; no dia 12, o Reino Unido à Áustria-Hungria e Montenegro à Alemanha; no dia 23, o Império do Japão à Alemanha; no dia 25, a Áustria-Hungria ao Japão; e no dia 28, a Áustria-Hungria declarou guerra à Bélgica. Romênia e Itália, ambas aliadas às Potências Centrais, decidiram não entrar em guerra. A Britannica escreve: 
A eclosão da guerra em agosto de 1914 foi geralmente recebida com confiança e júbilo pelos povos da Europa, entre os quais inspirou uma onda de sentimento patriótico e celebração. Poucas pessoas imaginavam quão longa ou desastrosa uma guerra entre as grandes nações da Europa poderia ser, e a maioria acreditava que o lado de seu país sairia vitorioso em questão de meses.
Durante a instável paz europeia que se seguiu à Guerra Franco-Prussiana (1870-1871), foram desenvolvidas a metralhadora e a peça de artilharia de campanha de tiro rápido.   No início da guerra, algumas grandes potências não sabiam que o desenvolvimento de tais armas arruinava a eficácia das cargas frontais de infantaria ou cavalaria, e que a guerra de trincheiras era um resultado natural disso. O fracasso de tais ataques foi descoberto anteriormente durante a Segunda Guerra dos Bôeres (1899-1902) e a Guerra Russo-Japonesa (1904-1905), mas a doutrina militar francesa acreditava que eles poderiam sobreviver aos ataques por meio de "vontade, espírito e coragem". Em comparação, os alemães optaram por ataques de flanco em posições inimigas profundas. 
A Batalha das Fronteiras ocorreu na França e na Bélgica de 4 a 6 de agosto.  A Batalha de Tannenberg ocorreu na Alemanha de 26 a 30 de agosto.  A Primeira Batalha do Marne ocorreu na França de 6 a 12 de setembro.  A Primeira Batalha de Ypres ocorreu na Bélgica de 19 de outubro a 22 de novembro.  A trégua de Natal foi de 24 a 25 de dezembro. 

## 1915—1917: Impasse
A campanha de Galípoli, perto da capital otomana, Constantinopla, ocorreu de 16 de fevereiro de 1915 a 9 de janeiro de 1916.  A Segunda Batalha de Ypres ocorreu de 22 de abril a 25 de maio de 1915.  O Tratado de Londres foi feito em 26 de abril.  Em 7 de maio de 1915, o transatlântico britânico RMS Lusitania foi afundado por um submarino alemão no Oceano Atlântico. O navio transportava passageiros americanos e seu naufrágio contribuiu para a entrada posterior dos Estados Unidos na guerra ao lado dos aliados.  As Batalhas do Isonzo na Itália e na moderna Eslovênia, então parte da Áustria-Hungria, ocorreram de 23 de junho de 1915 a 24 de outubro de 1917.  A Batalha de Lone Pine, parte da campanha de Galípoli, ocorreu de 6 a 10 de agosto de 1915. 

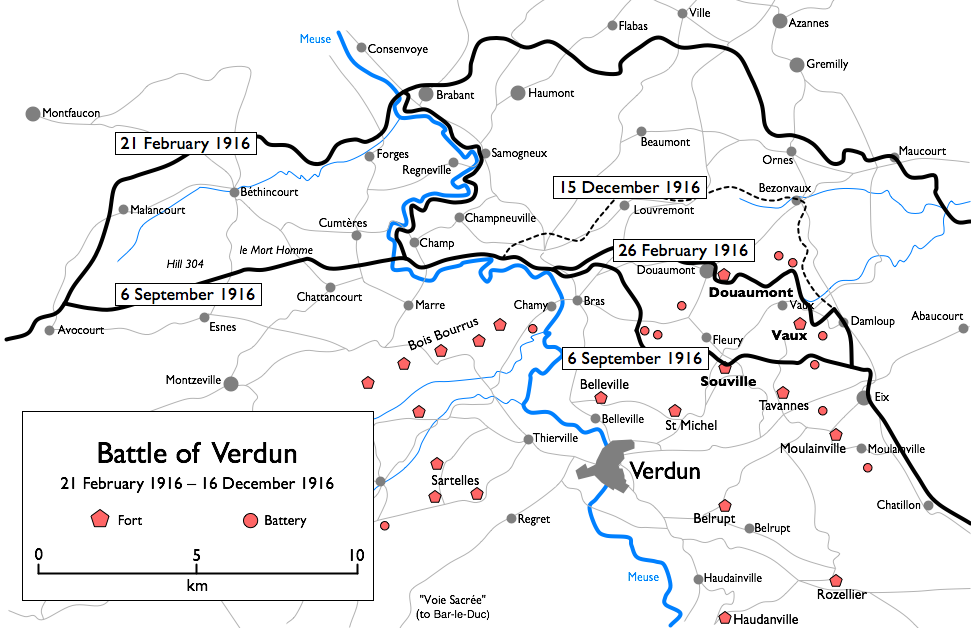
Um mapa da Batalha de Verdun de 1916 na França

A Batalha de Verdun na França ocorreu de 21 de fevereiro a 18 de dezembro de 1916.  O navio de passageiros francês SS Sussex foi afundado por submarinos enquanto cruzava o Canal da Mancha em 24 de março de 1916; o naufrágio inspirou os militares alemães a assumirem a promessa de Sussex de não afundar navios aliados contendo passageiros em certas áreas, o que foi controverso entre os líderes militares alemães.  A Batalha da Jutlândia, perto da Dinamarca, no Mar do Norte, ocorreu de 31 de maio a 1º de junho.  A ofensiva de Brusilov na Galícia ocorreu de 4 de junho a 10 de agosto.  A Primeira Batalha do Somme na França ocorreu de 1º de julho a 13 de novembro. 
Em 16 de janeiro de 1917, a Alemanha enviou o telegrama de Zimmermann ao México, pedindo ao governo mexicano que se aliasse à Alemanha e ao Japão caso os EUA declarassem guerra à Alemanha. A descoberta do telegrama pelos Aliados acelerou a entrada dos EUA na guerra. 
A Revolução Russa começou em 8 de março de 1917, com a Revolução de Fevereiro (a discrepância nos meses é devido à formatação do estilo antigo russo).  A Duma, o órgão legislativo russo, formou o Governo Provisório para liderar o país. Era composto quase inteiramente por ministros liberais e era reconhecido internacionalmente. Contudo, não abordou a desigualdade subjacente que criou a Revolução de Fevereiro. 
A Batalha de Messines (1917) na Bélgica ocorreu de 7 a 14 de junho de 1917. 
A ofensiva de Kerensky na Galícia, planejada pelo ministro da guerra russo Aleksandr Kerensky, ocorreu no início de julho. A Britannica escreve: "A [ofensiva de Kerensky] não só demonstrou o grau de desintegração do exército russo, mas também a extensão da incapacidade do Governo Provisório de interpretar e responder adequadamente ao sentimento revolucionário popular. Temporariamente, também teve o efeito de fortalecer elementos moderados e conservadores na [Rússia]." 
A Batalha de Passchendale na Bélgica ocorreu de 31 de julho a 6 de novembro.  A Batalha de Caporetto na Áustria-Hungria ocorreu de 24 de outubro a 19 de dezembro.  A Batalha de Cambrai (1917) na França ocorreu de 20 de novembro a 8 de dezembro; teve o "primeiro uso eficaz e em larga escala de tanques na guerra". 

## 1917—1918: Fim da guerra

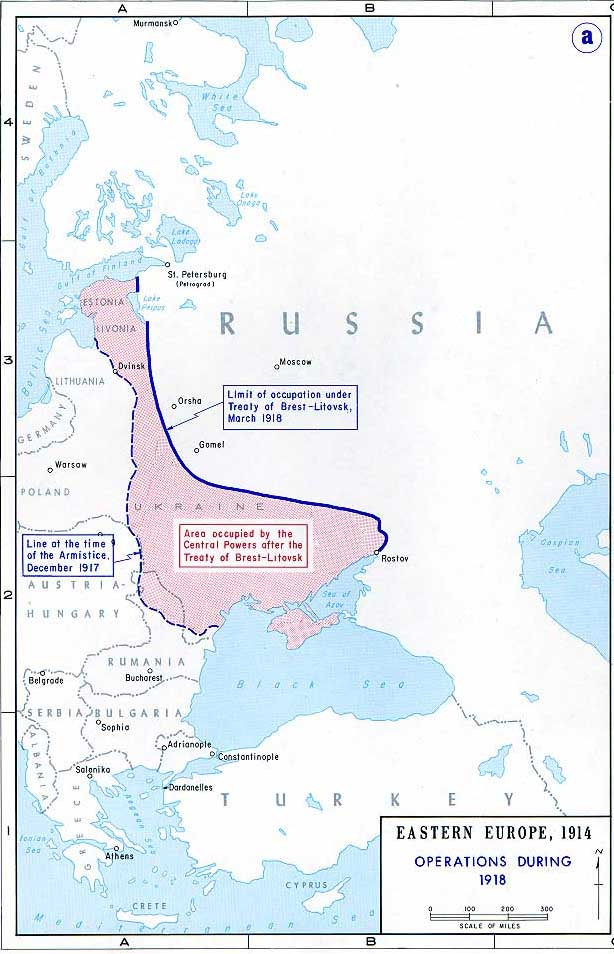
Mudanças territoriais após o Tratado de Brest-Litovsk entre a RSFS da Rússia e as Potências Centrais

Na Revolução de Outubro na Rússia, de 6 a 7 de novembro de 1917, os bolcheviques de esquerda liderados por Vladimir Lenin derrubaram o Governo Provisório, estabelecendo a República Socialista Federativa Soviética Russa (RSFS Russa) comunista.   O Tratado de Brest-Litovsk entre a RSFS Russa e as Potências Centrais foi assinado no início de 1918, fazendo a paz entre os dois e encerrando o envolvimento da Rússia na Primeira Guerra Mundial.  A Guerra Civil Russa começou em 1918 entre o Exército Vermelho bolchevique e os Brancos de direita. 
A Batalha de Belleau Wood, na França, ocorreu de 1 a 26 de junho. O sucesso dos Aliados aumentou muito o seu moral.  A Batalha de Amiens na França ocorreu de 8 a 11 de agosto.  A Batalha de Saint-Mihiel na França ocorreu de 12 a 19 de setembro.  A Batalha de Cambrai (1918) ocorreu de 27 de setembro a 11 de outubro.  A Segunda Batalha de Mons na Bélgica ocorreu em novembro.  A Primeira Guerra Mundial terminou em 11 de novembro de 1918 com uma vitória dos Aliados. 

## Consequências
O Tratado de Versalhes de 1919, deliberado pelas potências aliadas, estabeleceu o equilíbrio de poder na Europa do pós-guerra. A punição imposta à Alemanha, que foi declarada responsável pela guerra, levou à ascensão da Alemanha Nazista e ao início da Segunda Guerra Mundial.  A Guerra Civil Russa foi vencida pelo Exército Vermelho e os bolcheviques estabeleceram a União Soviética em 1922.  O Império Otomano foi dissolvido em 1922. 